# Tkhtml
Tkhtml — свободный минималистический браузерный движок, написанный на C с использованием Tk. 
Используется в браузерах:
- Html Viewer 3
- BrowseX.

## Acid2
7 сентября 2006 было сообщено, что публичная сборка Tkhtml Alpha 10 прошла тест Acid2.